# 2009-es Ciprus-rali

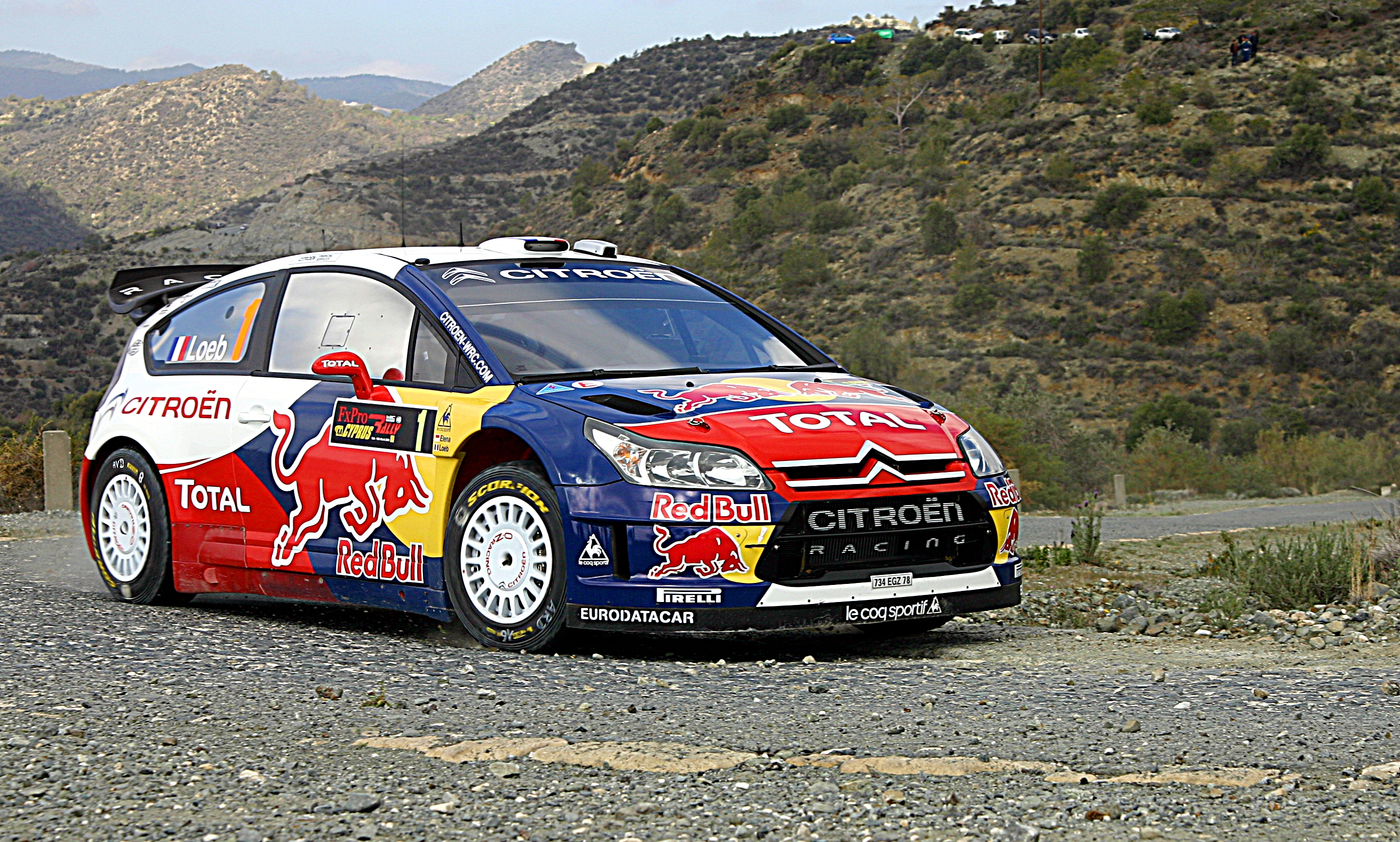
A Sébastien Loeb - Daniel Elena kettős negyedszer nyerte meg a Ciprus-ralit

A 2009-es Ciprus-rali (hivatalosan: 37th FxPro Cyprus Rally) volt a 2009-es rali-világbajnokság harmadik futama. Március 13 és 15 között került megrendezésre, 14 gyorsasági szakaszból állt, melyek össztávja 332 kilométert tett ki. A versenyen 32 páros indult, melyből 24 ért célba. A versenyt nehezítette, hogy a rendezők úgy jelölték ki a szakaszokat, hogy a pénteki napon még aszfalton, a szombati és a vasárnapi gyorsokon pedig már murvás pályákon zajlott a küzdelem. A világbajnokságon utoljára 1996-ban rendeztek vegyes talajú futamot.
A versenyt, immár negyedik alkalommal Sébastien Loeb nyerte, akinek ez volt pályafutása ötvenedik rali-világbajnoki futamgyőzelme. Másodikként Mikko Hirvonen végzett, harmadik pedig Petter Solberg lett.
A futam a junior rali-világbajnokság, valamint az N csoportos rali-világbajnokság futama is volt egyben. Előbbit a cseh Martin Prokop, míg utóbbit a svéd Patrik Sandell nyerte.
A futamon egy magyar páros vett részt. Mayer Gábor és navigátora, Tagai Róbert az N csoportos világbajnokság mezőnyében volt érdekelt. Kettősük az abszolút huszonegyedik, és a bajnoki értékelés nyolcadik helyén zárt.

## Beszámoló
Első nap

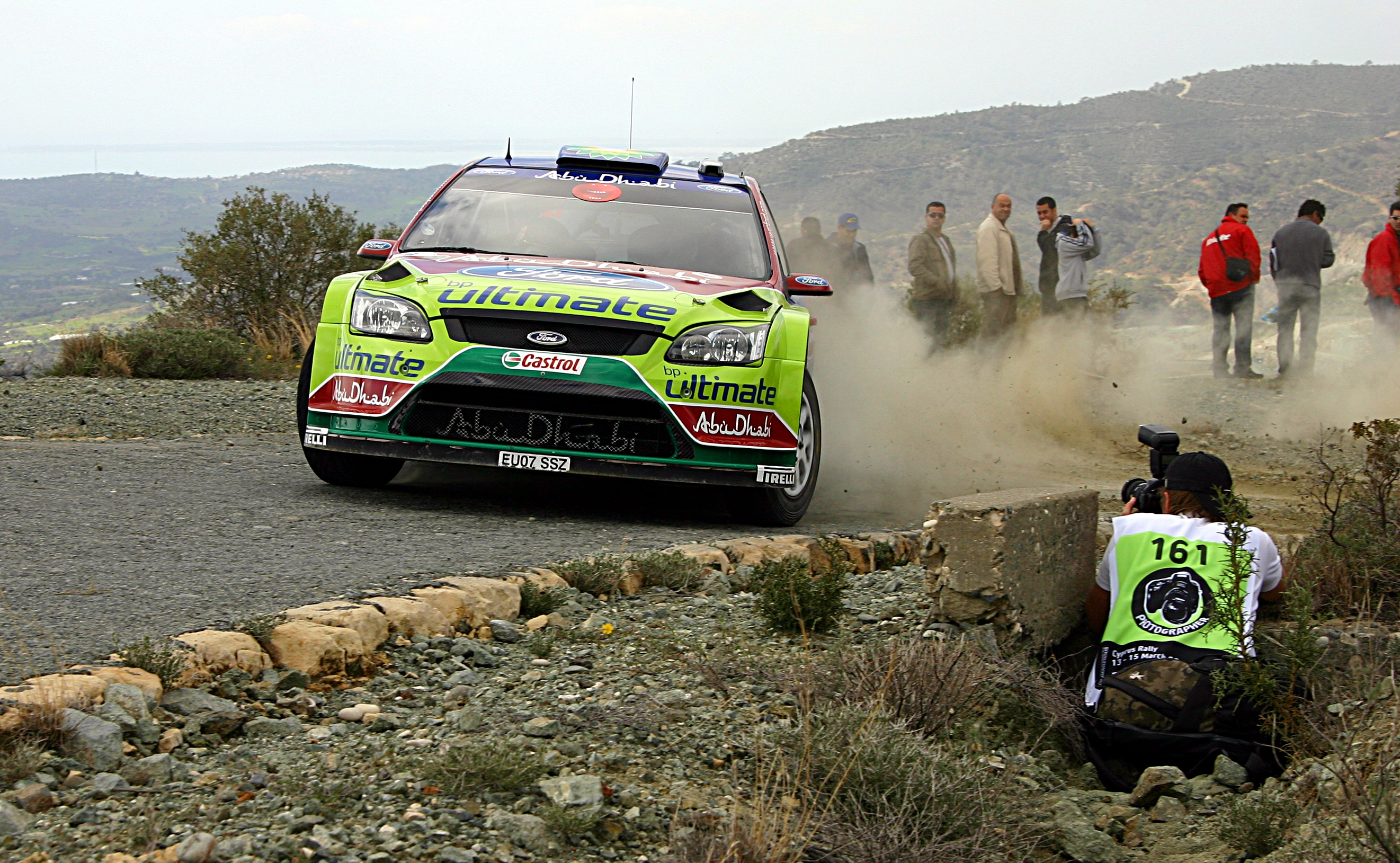
Hálid al-Kászimi az ír verseny után Cipruson is pontot szerzett

Túl azon, hogy az inkább aszfalt borítású szakaszokat murvás pályákra alkalmas gumikkal kellett teljesíteni a mezőnynek, a versenyzőknek az első napon még az esős időjárással is meg kellett küzdenie. A hat gyorsaságiból Loeb ötöt megnyert és több mint fél perces előnyt szedett össze a nap végére. Mögötte csapattársa Sordo állt, aki egy szakaszon volt első ezen a napon. Mikko Hirvonen a harmadik, Jari-Matti Latvala pedig a negyedik helyen volt ekkor. Petter Solberg ötödikként, Ogier pedig hatodikként zárta az első napot.
Henning Solberg útban az első szakasz rajtjához összeütközött egy közúti autóval. A Ford Focus WRC eleje olyannyira megsérült, hogy a norvég nem tudott részt venni az első napon.
Második nap

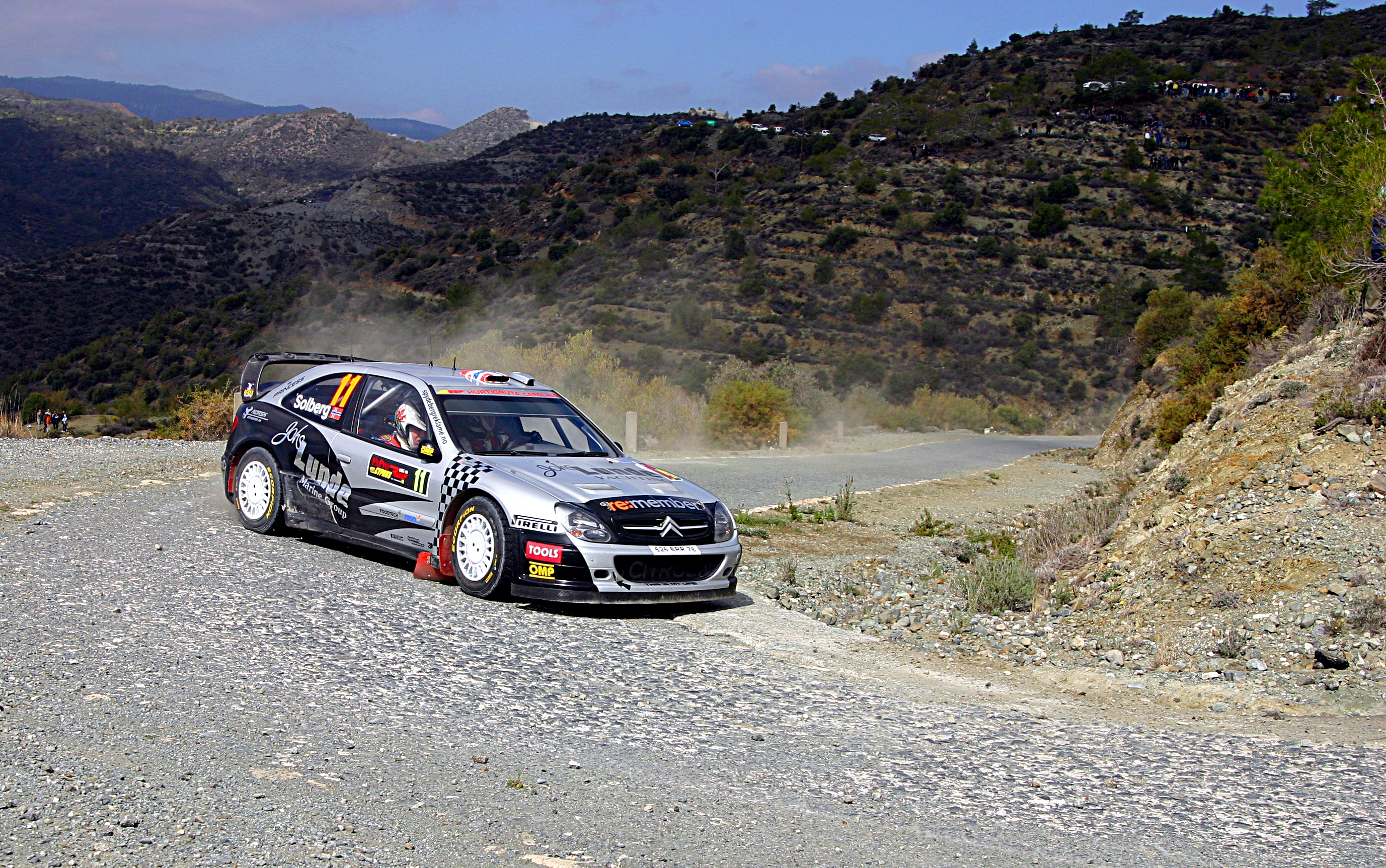
A privát csapattal versenyző Petter Solberg harmadik lett

Az éjjeli esőzések miatt saras pályákon küzdött a mezőny a nap folyamán. Latvala volt a leggyorsabb a napi első gyorsaságin, a másodikon azonban hibázott a finn és elvesztette esélyét a pontszerzésre. Ezen a szakaszon Ogier is rontott: a Citroen versenyzője nem sokkal a cél előtt borult fel, amivel több mint két percet vesztett. Loeb és Hirvonen egy-egy részsikert szerzett, Petter Solberg pedig az utolsó két szakaszon volt első. Loeb továbbra is vezette a versenyt, Hirvonen a második, Sordo pedig a harmadik helyen állt a nap végén. Petter Solberg a negyedik helyre ért fel, Matthew Wilson az ötödik, Ogier a hatodik helyen állt ekkor.
Harmadik nap
A zárónapon három gyorsasági szakaszt rendeztek. Hirvonen több mint húsz másodpercet hozott Loebön a nap folyamán, azonban ez is kevés volt ahhoz, hogy megszerezze az első helyet. Petter Solberg viszont megelőzte Sordo-t és felért az utolsó dobogós pozícióba. Wilson maradt az ötödik, a zimbabwei Conrad Rautenbach pedig a hatodik lett.
Ogier az ötödik, Jevgenyij Novikov pedig a hetedik helyről esett ki baleset miatt.

## Szakaszok
| Nap                 | #   | Rajtidő | Szakasz       | Hossz    | Győztes            | Idő     | Átlag seb. | Versenyben vezető |
| ------------------- | --- | ------- | ------------- | -------- | ------------------ | ------- | ---------- | ----------------- |
| 1. nap (Március 13) | 1.  | 09:23   | Panagia 1     | 30,33 km | Sébastien Loeb     | 22:01.3 | 82,6 km/h  | Sébastien Loeb    |
| 1. nap (Március 13) | 2.  | 10:21   | Mylikouri 1   | 7,37 km  | Sébastien Loeb     | 5:33.9  | 79,5 km/h  | Sébastien Loeb    |
| 1. nap (Március 13) | 3.  | 10:46   | Gerakies 1    | 29,40 km | Sébastien Loeb     | 21:09.2 | 83,4 km/h  | Sébastien Loeb    |
| 1. nap (Március 13) | 4.  | 14:34   | Panagia 2     | 30,33 km | Sébastien Loeb     | 22:06.8 | 82,3 km/h  | Sébastien Loeb    |
| 1. nap (Március 13) | 5.  | 15:32   | Mylikouri 2   | 7,37 km  | Sébastien Loeb     | 5:34.9  | 79,2 km/h  | Sébastien Loeb    |
| 1. nap (Március 13) | 6.  | 15:57   | Gerakies 2    | 29,40 km | Daniel Sordo       | 21:18.0 | 82,8 km/h  | Sébastien Loeb    |
| 2. nap (Március 14) | 7.  | 08:43   | Anadiou Dam 1 | 11,70 km | Jari-Matti Latvala | 11:02.4 | 63,6 km/h  | Sébastien Loeb    |
| 2. nap (Március 14) | 8.  | 09:11   | Pano Panagia  | 28,17 km | Mikko Hirvonen     | 30:29.8 | 55,4 km/h  | Sébastien Loeb    |
| 2. nap (Március 14) | 9.  | 11:19   | Orkontas      | 18,54 km | Sébastien Loeb     | 18:36.5 | 59,8 km/h  | Sébastien Loeb    |
| 2. nap (Március 14) | 10. | 15:17   | Xyliatos      | 30,94 km | Petter Solberg     | 28:16.1 | 65,7 km/h  | Sébastien Loeb    |
| 2. nap (Március 14) | 11. | 16:20   | Kourdali      | 26,25 km | Petter Solberg     | 26:31.5 | 59,4 km/h  | Sébastien Loeb    |
| 3. nap (Március 15) | 12. | 09:18   | Foini         | 30,03 km | Mikko Hirvonen     | 26:18.7 | 68,5 km/h  | Sébastien Loeb    |
| 3. nap (Március 15) | 13. | 10:49   | Anadiou       | 40,54 km | Mikko Hirvonen     | 39:27.2 | 61,7 km/h  | Sébastien Loeb    |
| 3. nap (Március 15) | 14. | 12:02   | Anadiou Dam 2 | 11,70 km | Matthew Wilson     | 10:41.8 | 65,6 km/h  | Sébastien Loeb    |

## Végeredmény
|          | Versenyző             | Navigátor            | Autó                     | Idő       | Különbség | Pont |
| -------- | --------------------- | -------------------- | ------------------------ | --------- | --------- | ---- |
| 1.       | Sébastien Loeb        | Daniel Elena         | Citroën C4 WRC           | 4:50:34.7 |           | 10   |
| 2.       | Mikko Hirvonen        | Jarmo Lehtinen       | Ford Focus RS WRC 08     | 4:51:01.9 | 27.2      | 8    |
| 3.       | Petter Solberg        | Phil Mills           | Citroën Xsara WRC        | 4:52:24.1 | 1:49.4    | 6    |
| 4.       | Daniel Sordo          | Marc Marti           | Citroën C4 WRC           | 4:53:01.0 | 2:26.3    | 5    |
| 5.       | Matthew Wilson        | Scott Martin         | Ford Focus RS WRC 08     | 4:57:15.7 | 6:41.0    | 4    |
| 6.       | Conrad Rautenbach     | Daniel Barritt       | Citroën C4 WRC           | 5:01:46.6 | 11:11.9   | 3    |
| 7.       | Federico Villagra     | Jorge Pérez Companc  | Ford Focus RS WRC 08     | 5:03:53.2 | 13:18.5   | 2    |
| 8.       | Hálid al-Kászimi      | Michael Orr          | Ford Focus RS WRC 08     | 5:04:18.8 | 13:44.1   | 1    |
| JWRC     |                       |                      |                          |           |           |      |
| 1. (14.) | Martin Prokop         | Jan Tománek          | Citroën C2 S1600         | 5:20:54.0 |           | 10   |
| 2. (17.) | Michał Kościuszko     | Maciej Szczepaniak   | Suzuki Swift S1600       | 5:22:30.8 | 1:36.8    | 8    |
| 3. (20.) | Aaron Burkart         | Michael Kölbach      | Suzuki Swift S1600       | 5:40:42.9 | 19:48.9   | 6    |
| PWRC     |                       |                      |                          |           |           |      |
| 1. (9.)  | Patrik Sandell        | Emil Axelsson        | Škoda Fabia S2000        | 5:10:11.3 |           | 10   |
| 2. (10.) | Armindo Araújo        | Miguel Ramalho       | Mitsubishi Lancer Evo IX | 5:10:29.6 | 18.3      | 8    |
| 3. (11.) | Nászer el-Attija      | Giovanni Bernacchini | Subaru Impreza STI N14   | 5:11:10.1 | 58.8      | 6    |
| 4. (13.) | Arai Tosihiro         | Glenn MacNeall       | Subaru Impreza STI N14   | 5:18:45.4 | 8:34.1    | 5    |
| 5. (15.) | Andis Neiksans        | Peteris Dzirkals     | Mitsubishi Lancer Evo IX | 5:21:46.6 | 11:35.3   | 4    |
| 6. (16.) | Charalambos Timotheou | Savvas Laos          | Mitsubishi Lancer Evo IX | 5:22:01.7 | 11:50.4   | 3    |
| 7. (19.) | Frédéric Sauvan       | Thibault Gorczyca    | Mitsubishi Lancer Evo IX | 5:39:10.2 | 28:58.9   | 2    |
| 8. (21.) | Mayer Gábor           | Tagai Róbert         | Subaru Impreza WRX STI   | 5:42:27.4 | 32:16.1   | 1    |